# Kanton Plouay
Kanton Plouay (francouzsky Canton de Plouay) je francouzský kanton v departementu Morbihan v regionu Bretaň. Tvoří ho šest obcí.

## Obce kantonu
- Bubry
- Calan
- Inguiniel
- Lanvaudan
- Plouay
- Quistinic